# Jbel Lakhdar
Der Jbel Lakhdar oder auch Jbel Xhedar (arabisch جبل لخضر, deutsch: ‚Grüner Berg‘) ist ein 687 m hoher Berg in der marokkanischen Region Marrakesch-Safi gilt unter Geologen als nordwestlicher Ausläufer des Atlasgebirges. Sein Gipfel liegt genau auf der Grenze zwischen den Provinzen El Jadida und Rehamna und markiert damit ebenfalls die Grenze zwischen den Regionen Casablanca-Settat und Marrakesch-Safi.

## Lage
Der etwa 25 km lange und zwischen ca. 500 und knapp 700 m hohe Gebirgszug des Jbel Lakhdar befindet sich im Südosten der historischen Region Doukkala etwa auf halber Strecke zwischen den Städten El Jadida im Norden und Marrakesch im Süden bzw. zwischen den Städten Sidi Bennour im Nordwesten und Ben Guerir im Südosten.

## Besteigung
Eine Besteigung des Berges ist am besten von Sidi Bennour aus möglich. Da es nur wenige Pisten gibt, dauert der Aufstieg vom nächstgelegenen Ort Khemis Ksiba ca. 2 Stunden. Während die Flanken des Berges bewachsen sind, ist der Gipfel von Felsen übersät. An klaren, aber meist windigen Tagen reicht die Sicht bis zum Atlantik im Westen oder den Gipfeln des Hohen Atlas im Südosten.